# Astrocaryum campestre
Astrocaryum campestre är en enhjärtbladig växtart som beskrevs av Carl Friedrich Philipp von Martius. Astrocaryum campestre ingår i släktet Astrocaryum och familjen Arecaceae. Inga underarter finns listade i Catalogue of Life.